# Halle aux grains d'Auvillar
La halle aux grains est un édifice situé dans la commune d'Auvillar, dans le département de Tarn-et-Garonne, en France.

## Historique
La halle aux grains se trouve au milieu de la place de la Halle.
L'étude du projet de nouvelle halle aux blés pour remplacer l'ancienne halle a commencé dès le Premier Empire et duré pendant la Restauration jusqu'à la réalisation au début de la Monarchie de Juillet.
L'ancienne halle avait été restaurée en 1793, en 1797 et 1819.
Après 1819, pour remplacer la vieille halle qui montre des signes de fragilité, un premier projet est proposé par l'architecte départemental Fragneau le 22 décembre 1823. Il est approuvé par le sous-prefet  de Moissac le 5 mars 1824, puis par le prefet. Le marché est passé à Rouzeau, un entrepreneur local. Ce marché prévoit la démolition de l'ancienne halle et la récupération des matériaux. Ce projet prévoyait la construction d'une maison commune au premier étage de la halle. Rapidement des doutes naissant sur la capacité de l'entrepreneur, le projet va être abandonné par le conseil municipal, puis l'adjudicataire Rouzeau a demandé la résiliation de son marché le 21 octobre 1825.
Pendant l'absence de halle, des baux à ferme de droits d'étalage sous les couverts devaient être payés.
Dès 1827, l'architecte Fragneau a étudié un nouveau projet plus simple. Le projet coûte 2,5 fois moins que le projet de 1823. Le projet est rapidement approuvé par le préfet et l'adjudication a lieu à Moissac le 13 juin 1829 à l'entrepreneur Étienne Champès.
La réalisation est rapide malgré l'opposition d'une coalition d'ouvriers qui trouvaient le prix trop bas. Le 9 août 1831, l'architecte Fragneau établit le décompte définitif des travaux et fournit le certificat de réception.
La halle a été classée au titre des monuments historiques le 30 avril 1946,.

## Description
La halle est circulaire.
La halle comprend un portique extérieur soutenu par vingt colonnes doriques à fût renflé.
Un mur circulaire central ajouré par huit arcades s'élève au-dessus du toit en tuiles canal pour former une lanterne ouverte de quatre fenêtres.
À l'intérieur du noyau central, le sol est surélevé de quelques marches. Les anciennes mesures y sont placées. Les experts jurés et le fonctionnaire chargé de la police du marché devaient s'y tenir.

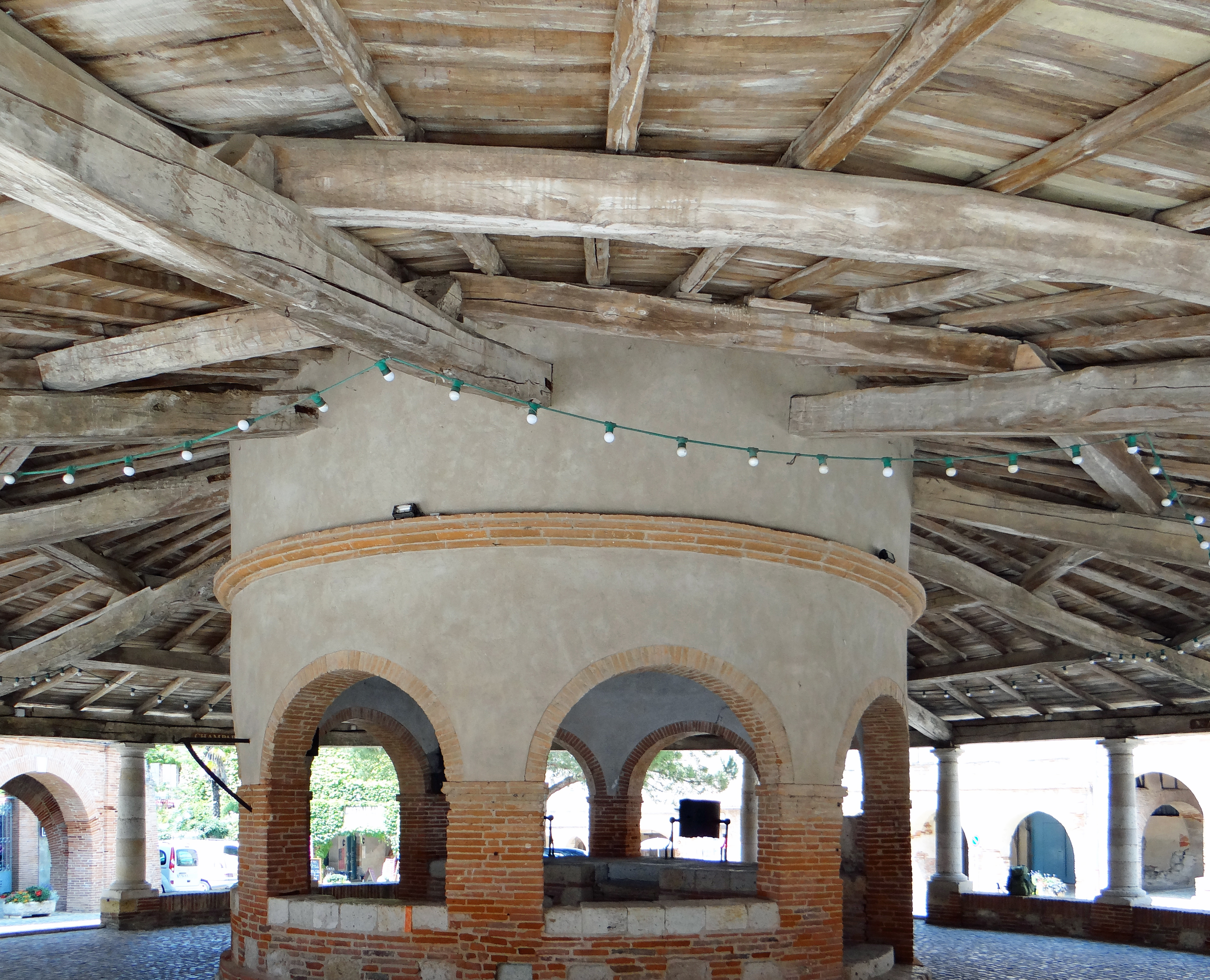
Le noyau central
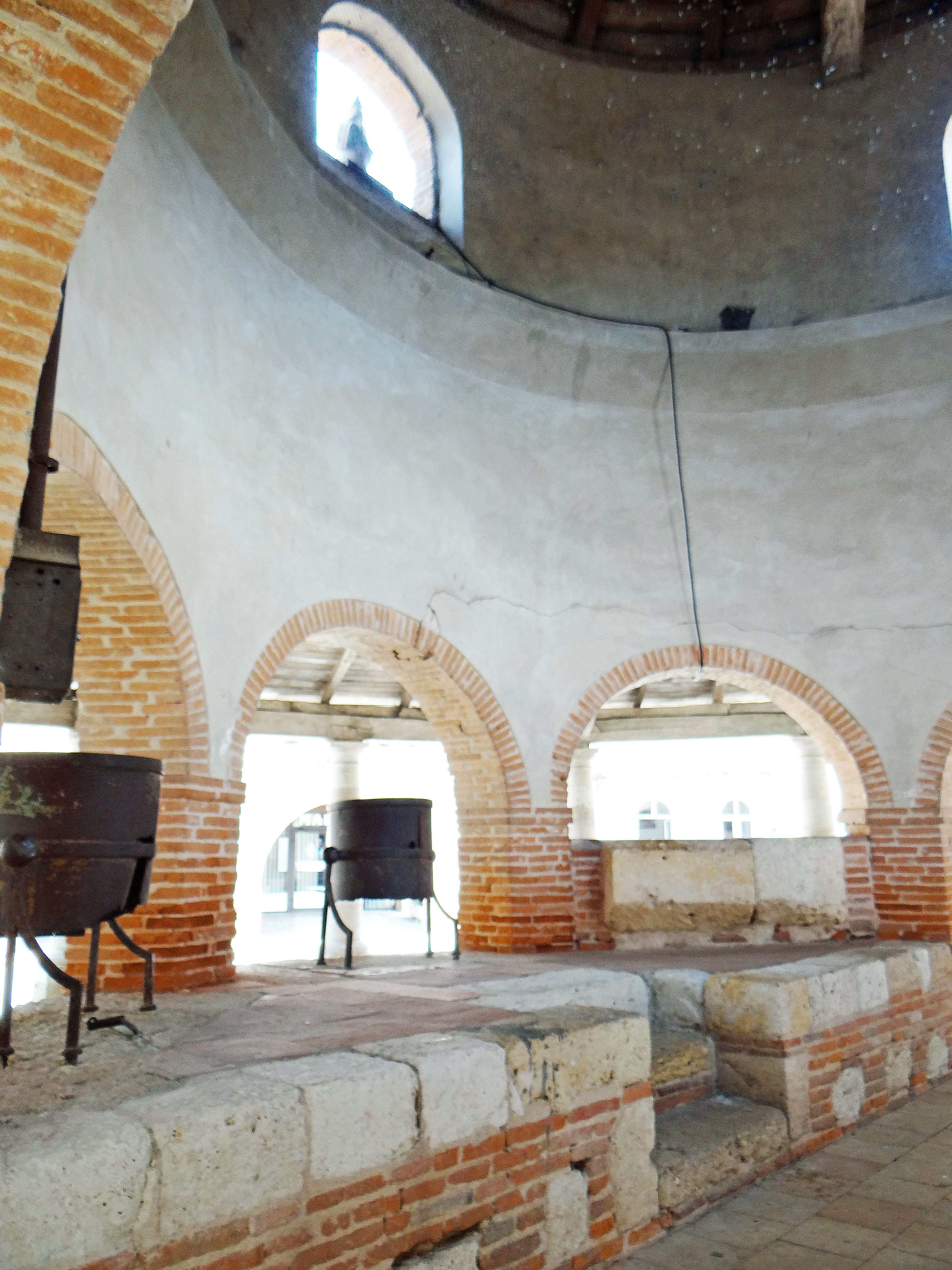
Les anciennes mesures dans le noyau central
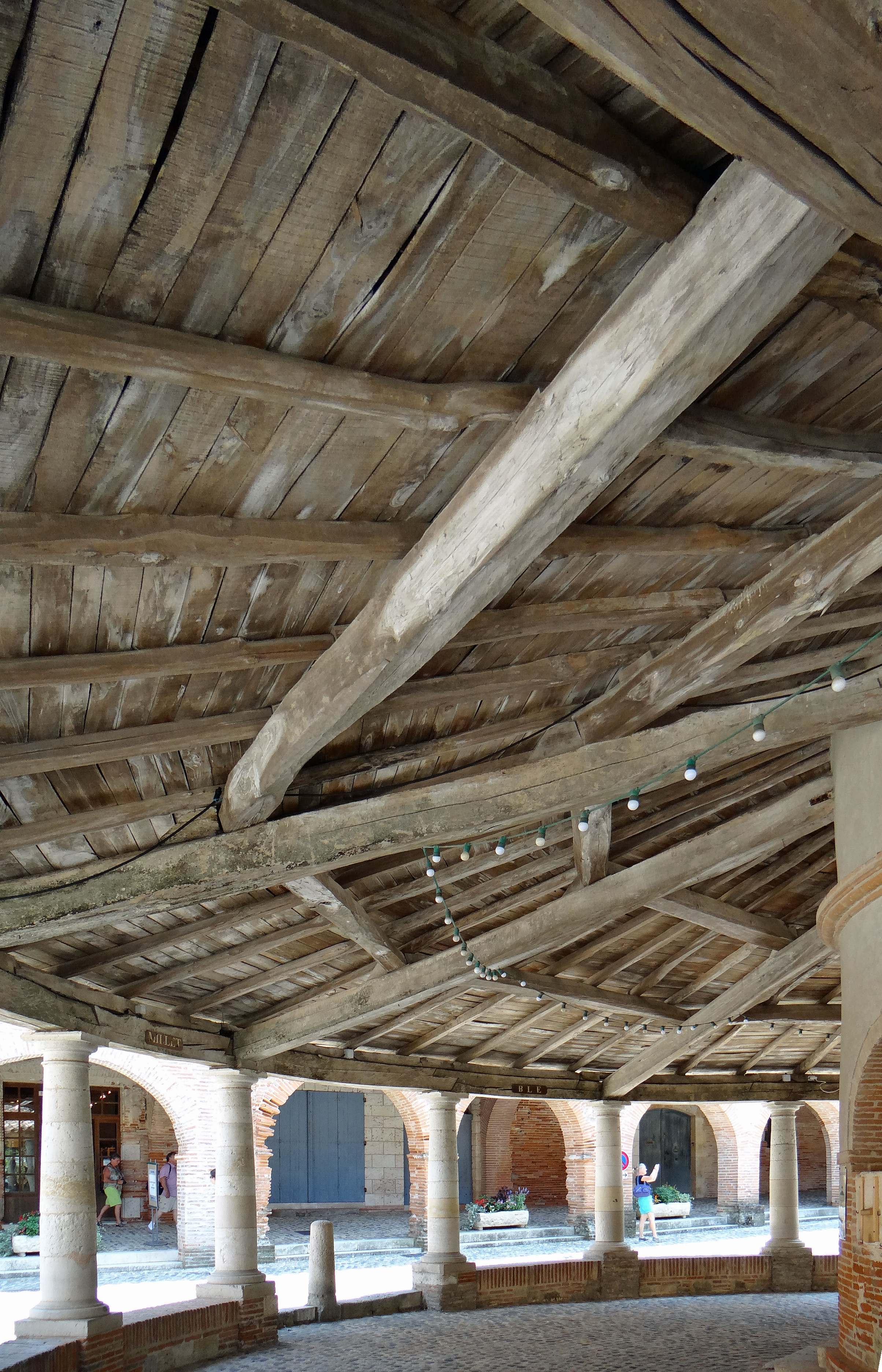
La charpente entre le noyau central et le portique extérieur